# Il segreto delle api
Il segreto delle api (Tell It to the Bees) è un film britannico del 2018. Racconta una storia d'amore tra due donne nella provincia scozzese del 1952.

## Trama
Scozia, 1952. Dunloth è un tipico paese di provincia, dove tutti conoscono tutti e il pettegolezzo corre veloce. Lydia Weekes, bionda e attraente, vive col figlio Charlie di dieci anni. Il marito, Robert, tornato dalla guerra, l'ha lasciata per una ragazza più giovane. Lydia lavora alle dipendenze della sorella di lui, Pam, donna matura dall'espressione arcigna, la cui figlia, Annie, frequenta a sua insaputa un ragazzo di nome George.
Un giorno, a scuola, Charlie fa a botte con un compagno (che aveva parlato male di sua madre), rimediando un livido ad un fianco. La cugina Annie, promettendogli di avallare con Lydia la bugia secondo cui sarebbe "inciampato su una pietra", lo accompagna all'ambulatorio locale. Qui viene visitato dalla dottoressa Jean Markham, più o meno coetanea della madre, che gli regala un libro, Heidi.
Ma Lydia non apprezza questo regalo e corre all'ambulatorio a chiedere spiegazioni. In questo modo fa conoscenza con Jean Markham. La dottoressa vive da sola in una grande casa ereditata dal padre, nel cortile della quale si prende cura di un alveare. Da quel giorno Charlie e sua madre vanno spesso a trovare Jean, e il ragazzino si interessa al mondo delle api, convinto che esse lo ascoltino. 
Pam non vede di buon occhio Lydia. Alla prima occasione, un errore involontario sul lavoro, la licenzia. Per di più, la giovane madre non paga l'affitto di casa da parecchio tempo (lo stipendio non le bastava neanche per quello). Chiede aiuto finanziario a Robert, che rifiuta, dicendole che deve "imparare a prendersi cura di sé stessa e di suo figlio". Madre e figlio vengono sfrattati. 
Jean si offre di ospitare entrambi a casa sua. Charlie ne è felice, perché potrà stare vicino alle api. Ancora di più lo è Lydia, che si sta accorgendo di provare una forte attrazione (ricambiata) per la bella dottoressa. Entrambe sono innamorate, l'una dell'altra, ma si trattengono per paura delle chiacchiere del paese... ma poi cedono e iniziano una relazione intima. Durante una notte d'amore Jean confida a Lydia di essere sempre stata lesbica, e che proprio per questo motivo aveva dovuto lasciare il paese; era tornata alla morte del padre per rilevare lo studio medico.
Nel frattempo Annie è rimasta incinta di George. Pam ha già deciso che cosa fare al riguardo. 
Un giorno Charlie scopre sua madre e la dottoressa nell'intimità. Sconvolto, nonostante i tentativi delle due donne di trattenerlo, si precipita da suo padre, a casa di Pam, a raccontargli quello che ha visto, chiedendogli di fermarsi ad abitare lì. A Robert non sembra vero di aver trovato un modo per riprendersi il figlio svergognando l'ex moglie. Lydia accorre e tenta inutilmente di farlo ragionare. L'uomo la minaccia di chiamare la polizia se si farà ancora vedere. 
Passano i giorni e la situazione non cambia. Charlie vive con suo padre, Jean e Lydia vivono insieme, anche se quest'ultima sente sempre più la mancanza del figlio. 
Una donna sconosciuta si presenta a casa di Pam, che le dà dei soldi. È una praticante di aborti clandestini. Annie tenta di ribellarsi, ma l'intervento viene eseguito. Charlie, dal piano di sopra, capisce benissimo quello che sta succedendo. Ma quando Pam va a vedere la figlia la trova svenuta, pallidissima e vittima di una forte emorragia vaginale. L'abortista, dopo essersi presa i soldi, l'ha vigliaccamente abbandonata in quelle condizioni.
Lydia e Jean si vedono piombare in casa Charlie, che chiede alla dottoressa di aiutare Annie. Lei si precipita in soccorso. Madre e figlio restano da soli, e Lydia coglie l'occasione per spiegargli che il suo amore per Jean non ha cambiato niente nei suoi confronti. Il ragazzino sembra convinto. 
Intanto, Jean pratica un raschiamento su Annie, salvandole la vita. Pam, che ha perso completamente l'espressione dura, le dice che non sa come ringraziarla, e le chiede di restare in paese perché hanno bisogno di lei.
Robert suona alla porta della casa di Jean. Lydia cerca di mandarlo via, ma lui si precipita dentro, urlando che rivuole suo figlio, ma non solo, rivuole anche lei. Vincendo la sua resistenza, la getta sul letto e sta per violentarla. Ma, nel cortile, Charlie chiede aiuto alle api. Queste sembrano ascoltarlo e sciamano fuori, verso l'alto, fino alla finestra dove sta per consumarsi lo stupro. Attaccano l'uomo (non la donna) costringendolo a fuggire. Dopodiché madre e figlio escono di casa, circondati dagli insetti che stanno rientrando nell'alveare. Le api non li sfiorano minimamente.
Ma adesso per Lydia e Charlie è il momento di lasciare per sempre Dunloth. Jean afferma che li raggiungerà presto; ma il ragazzo ha capito che non è vero: la dottoressa ha promesso di restare nel paese. Quindi, alla stazione, le due donne si dicono arrivederci (che in realtà è un addio e lo sanno entrambe) con un lungo bacio che non manca, naturalmente, di attirare su di loro gli sguardi di tutti i presenti (ma nessuno osa dire una parola, neanche quando, dopo la partenza del treno, Jean si allontana).
La voce fuori campo di Charlie adulto spiega quanto sia stata importante per sua madre la storia d'amore, e come già da allora, perfino in un villaggio di provincia, si percepisse, ancora leggero, l'arrivo del cambiamento nella mentalità delle persone, come un ronzio.

## Distribuzione
Il film è uscito nel Regno Unito nel luglio 2018. In Italia è uscito per il mercato home video soltanto nel giugno 2022, distribuito da Eagle Pictures.